# 2010 في الجزائر
فيما يلي قوائم الأحداث التي وقعت خلال عام 2010 في الجزائر.

## رياضة
- 1 يناير – الجزائر في الألعاب الأولمبية الشتوية 2010
- 1 يناير – الجزائر في كأس العالم لكرة القدم 2010
- 1 يناير – نتائج منتخب الجزائر لكرة القدم – 2010

## أفلام
من الأفلام التي صدرت هذه السنة في الجزائر:
- 1 يناير – خارجون عن القانون من إخراج رشيد بوشارب.

## كتب
من الكتب التي صدرت هذه السنة في الجزائر:
- 1 يناير – البيت الأندلسي من تأليف واسيني الأعرج.
- 1 يناير – دمية النار من تأليف بشير مفتي.

## وفيات

### يناير
- 8 يناير – كمال عاويس (مواليد 1952) لاعب كرة قدم جزائري.
- 28 يناير – العربي بلخير (مواليد 1938)[1]

### مايو
- 29 مايو – محمد الصغير نقاش (مواليد 1918) طبيب جزائري.

### يونيو
- 22 يونيو – أمقران وليكان (مواليد 1933) لاعب كرة قدم جزائري.[2]

### أغسطس
- 12 أغسطس – الطاهر وطار (مواليد 1936) كاتب جزائري.[3]
- 21 أغسطس – لخضر بن طوبال (مواليد 1923) سياسي جزائري.[4]

### سبتمبر
- 14 سبتمبر – محمد أركون (مواليد 1928) فيلسوف جزائري.[5]

### نوفمبر
- 11 نوفمبر – عائشة عجوري (مواليد 1916) ممثلة جزائرية.
- 12 نوفمبر – عبد الرحمان الجيلالي (مواليد 1908) مؤرخ جزائري.